# Partido Ecológico Social
Partido Ecológico Social foi uma sigla partidária brasileira que disputou as eleições municipais do ano de 1992, sob registro provisório.
Utilizava o número 80 (atualmente atribuído à Unidade Popular), e foi extinto logo em seguida.